# Adolf Schmidt (Jurist)
Fritz-Hans Adolf Schmidt (* 11. Juni 1898 in Ilberstedt, Herzogtum Anhalt; † 5. Dezember 1985 in Düsseldorf) war ein deutscher Verwaltungsjurist und Offizier. Als Nationalsozialist war er Kreishauptmann von Krasnystaw im Generalgouvernement.

## Leben
Schmidt absolvierte das Domgymnasium Naumburg und bestand 1916 das Abitur. Danach zur Sächsischen Armee eingezogen, nahm er ab 1917 als Soldat (zuletzt als Leutnant) des Deutschen Heeres am Ersten Weltkrieg teil. Nach Kriegsende kämpfte er bis Oktober 1919 im Grenzschutz Ost gegen die aufständischen Polen in Oberschlesien. Er begann 1919 an der Universität Jena Rechtswissenschaft zu studieren. Er wurde 1920 im Corps Thuringia Jena aktiv und leitete das 100. Stiftungsfest. Als Inaktiver wechselte er an die Universität Leipzig. Nachdem er 1926 das Assessorexamen bestanden hatte, ließ er sich in Dresden als Rechtsanwalt nieder. 1923 trat er erstmals in die Nationalsozialistische Deutsche Arbeiterpartei ein. Nach dem vorübergehenden Parteiverbot als Folge des Hitlerputsches wurde er 1929 erneut NSDAP-Mitglied (Mitgliedsnummer 127.129). Seit 1931 SA-Mitglied, war er Rechtsberater der SA-Gruppe in Sachsen. Im November 1933 zum SA-Obersturmbannführer befördert, war er bis Ende Juni 1934 Adjutant von Manfred von Killinger. Er wurde nach dem Röhmputsch am 1. Juli 1934 festgenommen und am 26. Juli 1934 aus der Haft entlassen. Aufgrund des Vorwurfs der Untreue musste er sich 1936 vor Gericht verantworten. Er wurde zu einer einjährigen Haftstrafe verurteilt; das Urteil hob jedoch die Berufungsinstanz 1937 auf. Danach war Schmidt wieder Rechtsanwalt und Notar in Dresden.
Schmidt nahm als Soldat im Heer am Überfall auf Polen und am Westfeldzug teil, zuletzt als Hauptmann. Ernst Zörner, Gouverneur im Distrikt Lublin, holte ihn im Februar 1941 als persönlichen Referenten ins Generalgouvernement. Von Ende Juni 1941 bis Februar 1944 war Schmidt als  Kreishauptmann in Krasnystaw tätig. Dabei leitete er Deportationen von Juden in die Vernichtungslager. Im Frühjahr 1944 kehrte er zur Wehrmacht zurück. Nach der Kapitulation der Wehrmacht kam er in vierwöchige Kriegsgefangenschaft in Saalfelden am Steinernen Meer. Danach zog er zu seiner Schwester bei Dachau. Gegen ihn wurde kein Ermittlungsverfahren eingeleitet.
Als jüdische Ghettoinsassen Entschädigungsprozesse gegen die Bundesrepublik Deutschland angestrengt hatten, wurden Schmidt, Ludwig Losacker und Hans-Adolf Asbach 1955 als Zeugen berufen. Sie sprachen sich dahingehend ab, jedes Wissen von Ghettoisierung und Erschießungen zu leugnen. Über seine Entnazifizierung ist (auch in seinen Corps) nichts bekannt. 
In der Nachkriegszeit in Deutschland schuf er sich in Ingolstadt eine neue Existenz. Er unterstützte den Neubeginn des Corps Misnia IV in Erlangen und erhielt 1949 auch das Band des Corps Lusatia Leipzig.  Später war er Justiziar in Wuppertal und ab 1951 Rechtsanwalt in Düsseldorf. Er liebte die Jagd.

## Auszeichnungen
- Albrechtsorden II. Klasse mit Schwertern[4]
- Eisernes Kreuz 2. Klasse (Erster Weltkrieg)[4]
- Kriegsverdienstkreuz (1939) II. Klasse mit Schwertern[4]